# Anajatuba
Anajatuba – miasto i gmina w Brazylii leżące w stanie Maranhão. Gmina zajmuje powierzchnię 1011,129 km². Według danych szacunkowych w 2016 roku miasto liczyło 27 125 mieszkańców. Położone jest w głębi zatoki Baía de São Marcos, około 80 km na południowy zachód od stolicy stanu, miasta São Luís, oraz około 1700 km na północ od Brasílii, stolicy kraju. 
W 2014 roku wśród mieszkańców gminy PKB per capita wynosił 5463,98 reais brazylijskich.